# محاصره فاسیس
محاصره فاسیس نبردی بود که در سال‌های ۵۵۵ و ۵۵۶ میلادی بین ایران و روم شرقی و در جریان جنگ لازی روی داد. ایرانیان انتظار داشتند که نبرد آسانی پیش رو داشته باشند، با این حال چنین نشد و مدافعان رومی شهر با موفقیت از مواضع خود دفاع کردند. نوشته‌های آگاثیاس بهترین منبع در رابطه با این نبرد است.
معروف است که پس از شکست در این نبرد، خسروی یکم، شاهنشاه ایران، نوچهرگان سپهبد سپاه ساسانی را اعدام کرد و تا این «عبرتی باشد برای آنان که از برابر دشمنانِ شاهنشاه فرار می‌کنند.»